# Tidekongen
Tidekongen — перший пасажирський пором, обладнаний двигуном, що працює на зрідженому природному газі (ЗПГ). Можливо зауважити, що до появи Tidekongen вже спорудили шість паромів на ЗПГ, проте всі вони відносились до вантажо-пасажирських (типу RoPax).
Побудований на французькій верфі STX France Lorient для норвезької компанії Norled AS, яка поставила його на лінію у Осло-фіорді між Осло та Nesodden. Судно стало першим із трьох однотипних поромів, два інші — Tidedronnigen та Tideprinsen — ввели в експлуатацію у тому ж 2009 році.
Tidekongen оснащений двома газовими турбінами компанії Mitsubishi та двома дизельними двигунами, що залишає для нього можливість використовувати традиційні нафтопродукти.